# جدول مدال‌های المپیک تابستانی ۱۹۷۶

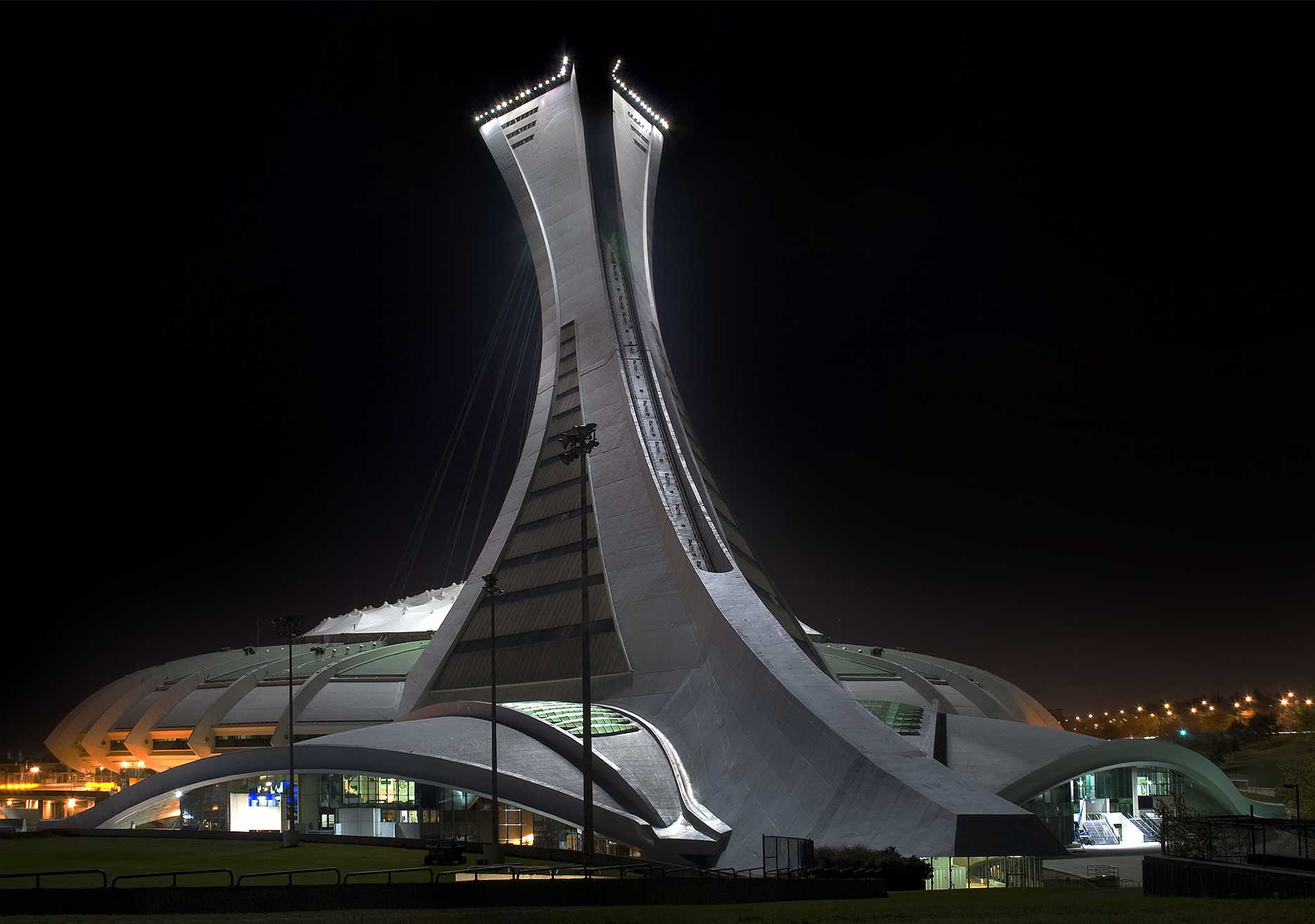
استادیوم المپیک (مونترال) محل اصلی برای بازی‌های المپیک تابستانی ۱۹۷۶

جدول مدال بازی‌های المپیک تابستانی ۱۹۷۶ فهرستی از مدال‌های کسب شده توسط ورزشکاران است در طول برگزاری المپیک تابستانی سال ۱۹۷۶ میلادی که در مونترال کانادا می‌باشد که از ۱۷ جولای تا ۱ آگوست سال ۱۹۷۶ با شرکت ۶۰۸۴ورزشکار از ۹۶ کشور دنیا در۲۳ رشته ورزشی برگزار شد.

## جدول مدال‌ها
ایران در این رقابت‌ها رتبه ۳۳ از بین ۳۷ کشور حاضر در این المپیک تابستانه را بدست آورد و قهرمان این رقابت‌ها Soviet Union با کسب ۴۹ مدال طلا و  مجموع ۱۲۵ مدال بوده است. منبع